# 미키 캘러웨이
마이클 크리스토퍼 캘러웨이(Michael Christopher Callaway, 1975년 5월 13일 ~ )는 전 대만 프로 야구 퉁이 세븐일레븐 라이온즈의 선수이자, 전 내셔널 리그 뉴욕 메츠의 감독이다. 

## 한국 프로 야구 시절
캘러웨이는 2005년 한국 프로야구 현대 유니콘스와 계약해서 방어율 3.97을 기록하여 팀의 에이스 활약을 한다. 2006년 재계약에 성공해 그가 만들고 이름을 지은 체인지업 계열의 너클포크 등을 앞세워 2점대의 방어율로 팀의 에이스로 활약하며 포스트시즌 진출에 기여하였다. 2007년 현대 유니콘스와 재계약했으나 그 해 4.18의 방어율을 기록. 시즌 중 팔꿈치 부상으로 공백이 장기화되면서 방출 당해 결별하게 되었다. 캘러웨이는 한국에 지내면서 좋은 모습을 보였지만, 연봉 지급 문제로 인해 현대 구단과의 마지막은 뒤끝이 안좋았다. 구단 관계자의 말로는 구단 직원, 코칭스탭, 선수들에게 인사를 하지 않고 떠났다고 했다. 이때 특히 삼성 라이온즈와 KIA 타이거즈 전에서 강한 면모를 보였다.

## 대만 프로 야구 시절
2009년 캘러웨이는 대만프로야구 팀 퉁이 라이온즈와 계약했다. 그 후 활동하다가 8월에 부상으로 방출되었다. 대만프로야구 2009년 성적은 11경기 등판해서 7승 3패 방어율 3.17을 기록했다.

## 은퇴 이후
대만에서의 활동을 마지막으로 은퇴한 후 2009년 12월 클리블랜드 인디언스 마이너리그 클래스A 팀인 레이크 카운티 캡틴스의 투수코치로 발탁되었다. 2017년 10월 23일 내셔널 리그 뉴욕 메츠의 감독으로 선임되었다.

## 통산기록
| 연도 | 소속 | 경기 | 완투 | 완봉 | 승 | 패 | 세이브 | 홀드 | 이닝    | 피안타 | 피홈런 | 4사구 | 탈삼진 | 실점 | 자책점 | 평균 자책 | 기타 |
| ---- | ---- | ---- | ---- | ---- | -- | -- | ------ | ---- | ------- | ------ | ------ | ----- | ------ | ---- | ------ | --------- | ---- |
| 2005 | 현대 | 32   | 0    | 0    | 16 | 9  | 0      | 0    | 197 1/3 | 206    | 17     | 66    | 103    | 99   | 87     | 3.97      |      |
| 2006 | 현대 | 27   | 0    | 0    | 14 | 7  | 0      | 0    | 166 1/3 | 171    | 4      | 43    | 95     | 61   | 53     | 2.87      |      |
| 2007 | 현대 | 11   | 1    | 0    | 2  | 6  | 0      | 0    | 56      | 65     | 3      | 24    | 24     | 36   | 26     | 4.18      |      |
| 합계 | -    | 70   | 1    | 0    | 32 | 22 | 0      | 0    | 419 2/3 | 442    | 24     | 133   | 222    | 196  | 166    | 3.56      |      |